# 인천안남중학교
인천안남중학교(仁川安南中學校)는 대한민국 인천광역시 계양구 계산동에 있는 공립 중학교이다.

## 학교 연혁
- 1993년 8월 : 안남중학교 12학급 설립인가
- 1994년 3월 1일 : 초대 박덕만 교장 취임
- 1994년 3월 5일 : 1994학년도 입학식(12학급 642명)
- 1997년 2월 15일 : 제1회 남 313명, 여 328명 계 641명 졸업
- 2006년 4월 21일 : 체육관 ‘청운관’ 개관
- 2008년 3월 1일 : 인천안남중학교 교명 변경
- 2014년 2월 13일 : 제18회 졸업식(8학급 283명) 계 9,955명 졸업
- 2022년 3월 1일 : 제12대 이춘태 교장 취임
- 2024년 2월 7일 : 제28회 졸업식(5학급 104명)
- 2024년 3월 4일 : 제31회 입학식(4학급 75명)

## 참고 자료
- 인천안남중학교 - 한국교육학술정보원 학교알리미